# Півострів Триніті

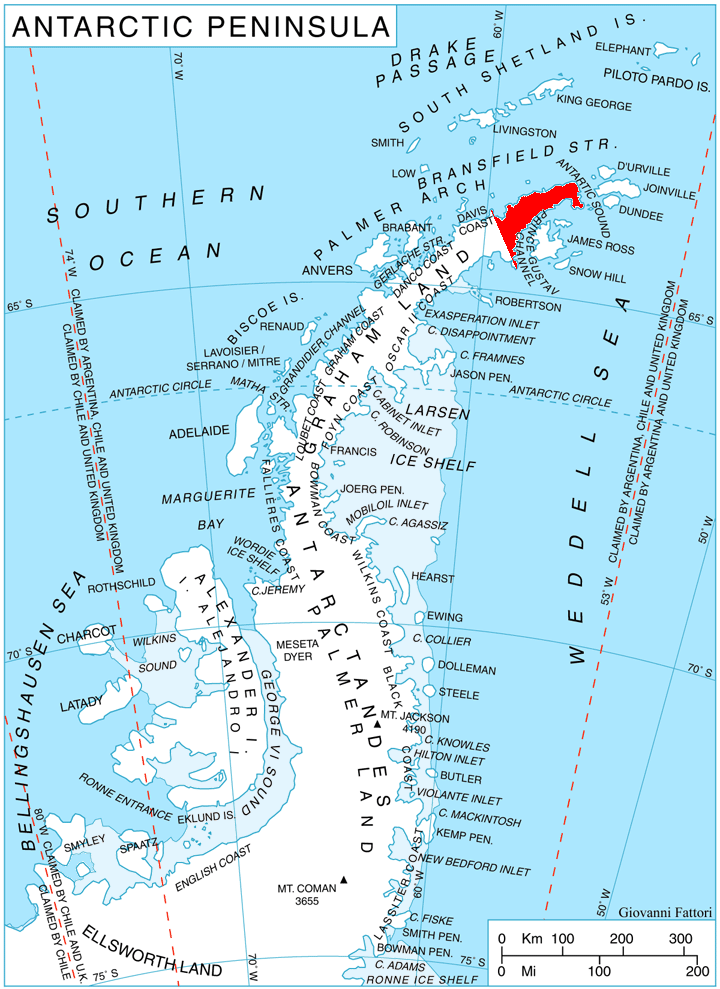
Розташування півострова Триніті на півночі Антарктики.

63°37′ пд. ш. 058°20′ зх. д. / 63.617° пд. ш. 58.333° зх. д.
Півострів Триніті — найпівнічніша частина Антарктичного півострова. Простягається на північний схід приблизно на 130 км (80 миль) до мису Дубузет від уявної лінії, що з'єднує мис Катер на північно-західному узбережжі та мис Лонгінг на південно-східному узбережжі.
Prime Head — найпівнічніша точка цього півострова. Приблизно за 20 кілометрів на південний схід від Прем'єр-Хед знаходиться затока Хоуп, де розташована постійна аргентинська наукова станція Есперанса.

## Історія
30 січня 1820 року півострів виявила експедиція під керівництвом капітана Британського королівського флоту Едварда Брансфілда (капітаном був Вільям Сміт), яка вивчала недавно відкриті Південні Шетландські острови. Брансфілд та Сміт стали першими людьми, які висадилися на берег Антарктичного континенту.
Ще століття після відкриття для цього географічного об'єкта використовували різні назви (Земля Триніті (дослівно земля Трійці), Палмер і Земля Луї Філіппа). Кожна назва має певні історичні передумови. Рекомендована назва походить від «землі Триніті», яку дав півострову Брансфілд у 1820 році. Ймовірно, Брансфілд хотів вшанувати британську корпорацію Триніт-хаус, авторитетну на той час у справі навігації, хоча дослідники історії Антарктиди дають різні інтерпретації походженню цієї назви.

## Карта
- Півострів Триніті. Масштаб 1: 250000 топографічна карта № 5697. Інститут Ангевандте Геодасі та Британська Антарктична Служба, 1996.